# 파크스 천문대

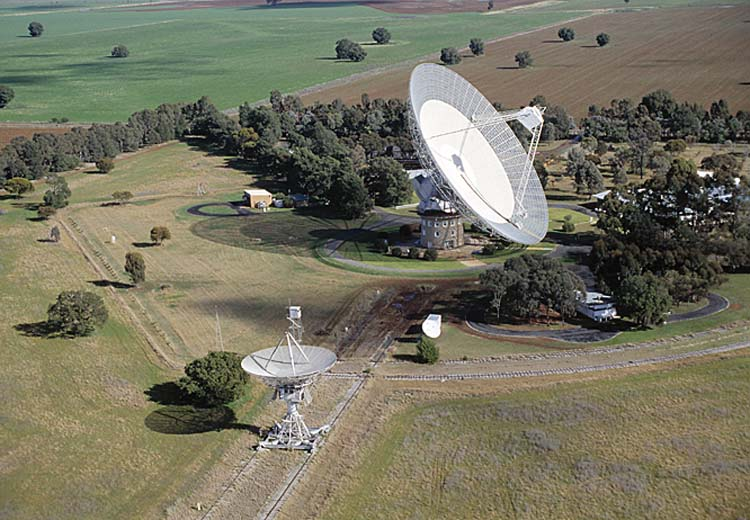

파크스 천문대(Parkes Observatory)는 오스트레일리아 뉴사우스웨일스주 파크스에 위치한 전파 천문대이다. 호주 국립 망원경 기구에서 운영한다. 과거에는 파크스 전파 망원경(Parkes Radio Telescope)으로 불렸다.